# Stammliste des Hauses Burgund-Ivrea
Stammliste des Hauses Burgund-Ivrea, einer Familie des europäischen Adels, die ursprünglich in Burgund beheimatet war.

## Die Markgrafen von Ivrea
1. Amadeus, † nach 827, salfränkischer Adliger mit Besitz bei Langres
  1. Anskar (Anscherius) (I.), † zwischen 1. Dezember 898 und März 902, consaguineus von Markgraf Wido von Spoleto (Widonen), 870/887 Graf von Oscheret, geht 888 nach Italien, 888/891–898/902 Markgraf von Ivrea, 891/892 consiliarius von Markgraf Wido, 898 summus consiliarius von König Berengar I.
    1. Adalbert I., † zwischen 17. Juli 923 und 8. Oktober 924, 898/902–923/924 Markgraf von Ivrea, 921 wohl Graf von Parma;
⚭ I um 898/900 Gräfin Gisela, * um 880/885, † zwischen 13. Juni 910 und 26. Januar 913, Tochter von Berengar I., Markgraf von Friaul, 915 Kaiser (Unruochinger);
⚭ II 911/914 Ermengarde, * um 890/900, † nach 29. Februar 932, 924 consiliarius von Rudolf II., König von Burgund und König von Italien, Tochter von Adalbert II. der Reiche, Markgraf von Tuscien (Haus Bonifacius)
      1. (I) Berengar II., * um 900, † 6. August 966 in Bamberg, ab 918 missus regis in Mailand, 924/936 Markgraf von Ivrea (Sitz in der Lombardei), um 936/941 alleiniger Markgraf, bis Sommer 941 und ab 945 Graf von Mailand, 945/57 erneut alleiniger Markgraf (um 950 wurde Ivrea um die Markgrafschaft Turin, West- und Ostligurien verkleinert), ab 945/946 summus consiliarius, ab 947 Reichsverweser der Könige Hugo I. und Lothar II., 15. Dezember 950 in Pavia zum König von Italien ernannt, 7. August 952 von König Otto I. anerkannt und belehnt, 961/962 von Otto I. vertrieben, Weihnachten 963 als kaiserlicher Gefangener in Bamberg; ⚭ um 930/931 Willa, † nach 963 im Kloster, Tochter von Markgraf Boso von Tuscien (Bosoniden)
        1. Adalbert II., * 932/936, 950–961/962 Mitkönig von Italien und Graf von Aosta, 965 Thronprätendent; ⚭ Gerberga, † 11. Dezember 986/991, Tochter von Léotald, Graf von Mâcon und Besançon, Schwester von Hugo von Chalon, Bischof von Auxerre, heiratete in zweiter Ehe Heinrich I. den Großen, Herzog von Burgund, † 15. Oktober 1002 (Kapetinger)[1]
          1. Otto Wilhelm (Othon Guillaume), * um 958/59, † 21. September 1026, von seinem Stiefvater adoptiert, 982 Graf von Mâcon und Nevers, 995 Graf von Burgund (Comes in Burgundia), 1002/05 Prätendent im Herzogtum Burgund, Mitstifter des Klosters Fruttuaria, Verwandter des Wilhelm von Dijon (siehe unten); ⚭ I um 982 Ermentrude von Roucy, † 5. März 1002/1005, Tochter von Ragenold, Graf von Roucy (Haus Roucy) und Alverade von Hennegau, Witwe von Aubry, Comte de Mâcon; ⚭ II vor 1016 Adélaide (Blanche) d’Anjou, † 1026, Tochter von Graf Foulques II. (Erstes Haus Anjou), Witwe von Stephan (Étienne) Graf von Gévaudan; geschieden von Ludwig V. König von Frankreich (Karolinger), Witwe von Wilhelm I. Graf von Arles, Markgraf von Provence (Haus Provence)– Nachkommen siehe unten

        2. Wido, X 965 am Po um den 25. Juni, um 957 – 961/962 Markgraf von Ivrea, erobert 959 Spoleto, um 959/961 Markgraf und Herzog von Spoleto und Camerino
        3. Cunrad (Cono), um 957/962 Graf von Mailand, um 970/991-95 Markgraf von Ivrea, um 996/997-98 Markgraf und Herzog von Spoleto und Camerino; ⚭ Richilde, 987/989 bezeugt, Tochter von Arduin Glabrio, Markgraf von Turin (Arduine)
        4. Gisla, 963/965 verbannt, Nonne
        5. Gilberga (Gerberga), * um 945; ⚭ vor August 961 Aledram Graf von Vado (Savona), Markgraf in Liguria Occidentale, † 967/991 (Aleramiden)
        6. Rozala-Susanna, * um 950/960, † 7. Februar oder 13. Dezember 1003, Dame de Montreuil-sur-Mer; ⚭ I um 968 Arnulf II., Graf von Flandern, † 30. März 987 (Haus Flandern); ⚭ II als Susanna 988 vor 1. April, verstoßen 992, Robert II., 1002 König von Frankreich, † 20. Juli 1031 (Kapetinger)
        7. ? Berta, 952 Äbtissin von San Sisto in Piacenza

      2. (II) Anskar (II.) 924/936 Graf und Markgraf von Ivrea (Sitz in Ivrea), ab 936/937 Markgraf und Herzog von Spoleto und Camerino, X 940/941; ⚭ NN
        1. Amadeus, 962 zu Mosezzo; ⚭ zwischen April 959 und 3. September 962 Guntilda, Tochter von Graf Roger von Auriate (Arduine), Witwe von Graf Maginfred von Mosezzo
          1. ? Berta filia Hamadei 1006
          2. Berengar von Mosezzo, 985 bezeugt, † vor 19. Oktober 1022; ⚭ Cristina, 1022 Nonne, schenkt halb Mosezzo den Chorherren von Novara, Tochter von Amalbert
            1. Berengar, 1022 bezeugt – Nachkommen
            2. Guntilda

      3. ? Tochter; ⚭ NN, langobardischer Adliger
        1. Perinza, † 1. November vor 1014; ⚭ Robert von Canavese-Volpiano, Vasall Berengars II schwäbischer Herkunft.
          1. Wilhelm von Dijon (oder Wilhelm von Volpiano), * Juni/Juli 962, † 1. Januar 1031, gründet Kloster Fruttuaria, Mönch in Cluny, 990 Abt von Saint-Bénigne in Dijon, Taufpate war der spätere Kaiser Otto I.
          2. 3 weitere Söhne (Gottfried, Nitard und Robert).

      4. ? Adalbert, 962 Graf von Pombia
        1. ? Dado, um 967 Graf von Mailand, 973/1001 Graf von Pombia
          1. Wibert, Graf vom Pombia 1001/14
            1. Wido, 1016/34 bezeugt, † wohl vor 1040, Graf von Pombia
              1. ? Amadeus, † vor 15. September 1094, wohl Graf von Pombia und Canavese
                1. Uberto, 1094 Conte die Canavese – Nachkommen

            2. Riprand, 1034 geistlich zu Pavia
            3. Wibert, † vor 4. Juli 1034, Graf, geistlich zu Pavia
              1. Wido, 1034 minderjährig, Graf von Pombia, 1070 Conte di Biandrate
                1. Guido, 1101 in Anatolien, wohl Conte die Biandrate 1093

              2. Otto, 1034 minderjährig, † vor 1087, wohl Graf von Pombia und Biandrate
                1. ? Tochter
                  1. Oddone di Altaspada, X September 1104 bei Jaffa

                2. Alberto, 1083/1111 bezeugt, † vor 1119, Conte di Biandrate, potentissimus Italorum, 1101/1103 Anführer des Ersten Kreuzzugs, Berater des Kaisers Heinrich V.; ⚭ NN, 1119/27 Regentin
                  1. Guido, 1119/27 minderjährig, † nach 26. August 1172, Conte di Biandrate, Bürger von Mailand, 1136/62 kaiserlicher Rat und Bevollmächtigter; ⚭ NN (um Isabella) von Montferrat, Tochter von Markgraf Rainer (Aleramiden) – Nachkommen
                  2. ? Uberto, 1087 bezeugt
                  3. ? Lanfranco, 1087 bezeugt
                  4. ? Obizzo, 1087 bezeugt

            4. ? Tochter; ⚭ Richard, 1015 Graf im Val d’Ossola und Valdesia

          2. Arduin, † 15. Dezember 1015 (oder 14. Oktober 1014) im Kloster Fruttuaria als Mönch, vor 996–999 und um 1002/1013 Markgraf von Ivrea, 15. Februar 1002 in Pavia zum König von Italien ernannt, 1005 vertrieben, tritt 1013 zurück, 1003/1005 Mitstifter von Kloster Fruttuaria; ⚭ vor 1000 Berta, 1000/05 bezeugt, wohl Tochter von Markgraf Otbert von Liguria Orientale (Ostligurien), Graf von Luni (Obertenghi)[2]
            1. Otto, Graf 1015/26, in Ivrea 1008/26
            2. Arduin (Ardicin), 990 bezeugt, 1015/26 Markgraf von Ivrea, 1029 Graf von Ivrea – seine Nachkommen sind die Grafen von Castellamonte, Agliè, Brosso, Rivarolo und Front
              1. Arduino, † vor 1089, Conte d’Ivrea
              2. Amedeo, † vor 1097, Conte d’Ivrea

            3. Wibert, 1015/26 und 1029 Graf von Ivrea

          3. Amadeus, 997 bezeugt

  2. Wido (Oto, Otus), X 889 an der Trebbia

## Die Grafen von Burgund 995–1184
1. Otto Wilhelm (Othon Guillaume), * um 958/59, † 21. September 1026, von seinem Stiefvater adoptiert, 982 Graf von Mâcon und Nevers, 995 Graf von Burgund (Comes in Burgundia), 1002/05 Prätendent im Herzogtum Burgund, Mitstifter des Klosters Fruttuaria, Verwandter des Wilhelm von Dijon (siehe unten); ⚭ I um 982 Ermentrude von Roucy, † 5. März 1002/1005, Tochter von Comte Renaud und Alverade von Hennegau, Witwe von Aubry, Comte de Mâcon; ⚭ II vor 1016 Adélaide (Blanche) d’Anjou, † 1026, Tochter von Graf Foulques II. (Erstes Haus Anjou), Witwe von Stephan (Étienne) Graf von Gévaudan; geschieden von Ludwig V. König von Frankreich (Karolinger), Witwe von Wilhelm I. Graf von Arles, Markgraf von Provence (Haus Provence) – Vorfahren siehe oben
  1. (I) Guido (Guy) I., * um 975, † um 1004, 977 Graf von Mâcon; ⚭ um 991 Aelis de Mâcon, Tochter von Graf Létald II.
    1. Otto (Othon) II., * um 992, † 1033/41, 1004 Graf von Mâcon; ⚭ Elisabeth de Vergy, Schwester von Humbert, Erzbischof von Paris
      1. Gottfried (Geoffroy), 1031 bezeugt, † vor 1065, 1041 Graf von Mâcon; ⚭ Beatrice, † um 1072, verstoßen, heiratete in zweiter Ehe Ritter Wilfred
        1. Guido (Guy) II., † 1109, 1065 Graf von Mâcon, 1078 Mönch in Cluny; ⚭ vor 14. November 1066 Maitris, 1076/77 bezeugt

      2. Robert

  2. (I) Mathilde, * um 975, † 1005; ⚭ um 995 Landry de Monceaux, Graf von Nevers, † 1028 (Haus Monceaux)
  3. (I) Gerberga, * um 985, † 1020/23; ⚭ um 1002 Guillaume, Graf von Provence, † 1018 vor dem 30. Mai (Haus Provence)
  4. (I) Rainald (Renaud) I., * um 990, † 3./4. September 1057, 1026 Graf von Burgund; ⚭ vor 1. September 1016 Adelaide (Judith) von Normandie, † 7. Juli nach 1037, Tochter von Herzog  Richard II. (Rolloniden)
    1. Wilhelm (Guillaume) I., † 12. November 1087, 1057 Graf von Burgund, 1078 Graf von Mâcon[3]; ⚭ 1049/57 Stephanie, † 19. Oktober nach 1088, wohl Tochter von Graf Adalbert von Longwy, 1047 Herzog von Oberlothringen (Haus Châtenois) und Clémence de Foix
      1. Odo (Eudes), † vor 1087
      2. Rainald (Renaud) II., † 1097 auf dem Ersten Kreuzzug, 1082 Graf von Mâcon[4], 1087 Graf von Burgund; ⚭ Regina von Oltigen, † nach 1097, Tochter von Graf Kuno und NN von Luxemburg, einer Tochter Graf Giselberts (Wigeriche)
        1. Wilhelm II. der Deutsche (Guillaume II. l’Allemand), † ermordet nach 3. Januar 1125, 1098 Graf von Burgund, 1106 Graf von Mâcon; ⚭ Agnes von Zähringen, Tochter von Herzog Berthold II.
          1. Wilhelm (Guillaume) III., * um 1110, † ermordet 1. März 1127 in Payerne, Graf von Burgund

      3. Wilhelm (Guillaume), † vor 1090
      4. Stephan I. Tollkopf (Étienne I. Tête-Hardi), † ermordet 27. Mai 1102 in Askalon, Graf von Mâcon, Seigneur de Varasque; ⚭ um 1090 Beatrix, † nach 1102 (Haus Châtenois)
        1. Rainald (Renaud) III., † 22. Januar 1148 oder 20. Januar 1149, um 1116/1126 Graf von Mâcon, 1128 Graf von Burgund; ⚭ um 1130 Agathe von Lothringen, 1130/48 bezeugt, Tochter von Simon II., Herzog von Lothringen (Haus Châtenois)
          1. Beatrix, * um 1145, † 15. November 1184, 1148 Pfalzgräfin von Burgund; ⚭ 10./16. Juni 1156 Friedrich Barbarossa, 1152 Römisch-deutscher König, 1156 Römisch deutscher Kaiser, † 10. Juni 1190 (Staufer)

        2. Wilhelm (Guillaume) III., 1090/93 bezeugt, † 27. September 1155, 1120 Graf von Mâcon, 1127 Graf von Auxonne; ⚭ Ponce de Traves, Erbin von Traves, 1156 bezeugt, Tochter von Renaud, Witwe von Thibaut de Rougemont
          1. Stephan (Étienne) II., 1147 bezeugt, † nach 21. Juli 1173, 1156 Graf von Auxonne, Seigneur de Traces; ⚭ um 1170 Judith von Lothringen, † 19. März …, Tochter von Matthäus I., Herzog von Lothringen (Haus Châtenois)
            1. Stephan (Étienne) III., † 16. März 1241, 1173 Graf von Auxonne; ⚭ I um 1186, geschieden 1197/1200, Beatrix de Thiern-Chalon, 1202 Gräfin von Chalon-sur-Saône, † 7. April 1227, Tochter von Guillaume de Thiern, Graf von Chalon (Haus Thiern), sie heiratete in zweiter Ehe 1200 Guillaume des Barres; ⚭ II vor 1212 Agnes de Dreux, * um 1195, † 19. September 1258, Tochter von Robert II., Graf von Dreux (Haus Frankreich-Dreux)
              1. (I) Stephan (Étienne), 1197 bezeugt, † kurz nach 1204
              2. (I) Clementia, † nach 1235, Äbtissin von Baume-les-Dames, tritt zurück; ⚭ 1212 Berthold V., Herzog von Zähringen, † 18. Februar 1218 (Zähringer)
              3. (I) Johann I. der Weise (Jean le Sage) (auch ‚der Alte‘ – l’Antique), * um 1195, † 30. September 1267, 1227/37 (Pfalz)Graf von Burgund, 1233/37 Graf von Chalon und Auxonne, 1237 Herr von Salins; ⚭ I Januar 1214 Mahaut von Burgund, † 26. März 1242, Tochter von Hugo III., Herzog von Burgund (Älteres Haus Burgund); ⚭ II 1242/43 Isabelle de Courtenay, † 22. September 1257, Tochter von Robert de Courtenay, Seigneur de Champignelles; ⚭ III 1258 Laurette de Commercy, † 3. Oktober 1275, Tochter von Simon II. (Maison de Broyes) – seine Nachkommen führen den Familiennamen de Chalon, siehe Haus Chalon
              4. (I) Beatrix, 1224 bezeugt, † 11. April 1260; ⚭ Simon de Joinville, 1224 Seneschall der Champagne, † Mai 1233
              5. (unehelich, Mutter: Blandin de Cicon): Étienne, * 1208, † nach 1267 – Nachkommen: die Herren von Oiselet (Oiselay)

            2. Agnès, † 1223; ⚭ Richard III. de Montfaucon, Graf von Mömpelgard, † 17. Juni um 1227

          2. Gerhard (Gérard) I., † 15. September 1184, 1147 Graf von Mâcon, Graf von Vienne; ⚭ Guyonne (Maurette) de Salins, 1160/1200 bezeugt, 1175 Erbin von Salins, Erbtochter von Gaucher III. (Haus Mâcon)
            1. Wilhelm (Guillaume) IV., 1180 bezeugt, † 1224 Graf von Mâcon und Vienne; ⚭ I Pontia de Beaujeu, Tochter von Humbert III.; ⚭ II Scholastica von Champagne, † 1219, Tochter von Heinrich I., Graf von Champagne (Haus Blois)
              1. (II) Gerhard (Gérard) II., 1202 /20 bezeugt, † vor 1224, Graf von Mâcon und Vienne, Seigneur de Vadans; ⚭ Alix Guigonne de Forez
                1. Alix, † 23. August 1258/61, 1227/39 Gräfin von Mâcon und Vienne, verkauft die Grafschaften 1239 an die französische Krone, soweit Vienne nicht dem Erzbischof von Vienne gehört, 1239 geistlich in Maubuisson, nach 1240 Äbtissin der Abtei Le Lys; ⚭ 1218/Februar 1227 Jean de Braine, 1229 Graf von Mâcon und Vienne, † 3. November 1239 (Haus Frankreich-Dreux)

              2. (II) Guillaume, Domdechant in Besançon
              3. (II) Henri, † 1223 in Genf, vor 1211 Seigneur de Montmorot; ⚭ Marguerite de Beaujeu, Tochter von Guichard IV.
              4. (II) Beatrix, um 1224 Gräfin von Vienne; ⚭ vor Februar 1219 Hugues d’Antigny, Seigneur d’Antigny et de Pagny 1219/43

            2. Gaucher IV., 1180 bezeugt, † 3./4. August 1219, Seigneur de Salins; ⚭ I um 1180, geschieden 1195, Mahaut de Bourbon, † 18. Juni 1228, Tochter von Archambault (VIII.), sie heiratete in zweiter Ehe Guy II. de Dampierre, Seigneur de Bourbon, † 18. Januar 1216 (Haus Dampierre); ⚭ II um 1200 Adeleide (Alix) de Dreux, * um 1189, † 1258, Tochter von Robert II., Graf von Dreux (Haus Frankreich-Dreux), sie heiratete in zweiter Ehe vor 1221 Renaud II. de Choiseul, Seigneur de Traves, de Scey-sur-Saône et de Frotey, † 1239
              1. Marguerite, † 1257/59, 1219/25 Dame de Salins, verkauft Salins 1225 an Herzog Hugo IV. von Burgund; ⚭ I 1211 Guillaume de Sabran, Graf von Forcalquier, † 1219; ⚭ II (Ehevertrag im November 1221) Joceran de Brancion, 1219 bezeugt, † 1253/57 im Heiligen Land

            3. Gérard, 1189/1200 bezeugt, Seigneur de Vadans
            4. Étienne, † 11. Juni 1193, 1191 Erzbischof von Besançon
            5. Renaud, 1228 bezeugt
            6. Beatrix, † 1230 vor 8. April; ⚭ um 1175 Humbert III., Graf von Savoyen, † 4. März 1189 (Haus Savoyen)
            7. Alexandrine, † 1242; ⚭ 1188 Olivier II. de Baugé, Seigneur de Brosse, † vor 1220
            8. Ida, † 1224; ⚭ I um 1170 Humbert II. de Coligny, † 1190 (Haus Coligny); ⚭ II nach 1190 Simon II., Herzog von Lothringen, † 11. April um 1206 (Haus Châtenois)

      5. Raimund (Raimond), † 24. Mai 1007 in Grajal de Campos, Graf von Amerous, 1093 Graf von Galicien und Coimbra; ⚭ 1087 in Toledo Urraca, * nach 1081, † 8. März 1126 in Saldana, Königin von Kastilien und León, Erbtochter von König Alfons VI., heiratete in zweiter Ehe September 1109 auf Burg Arenillas de Muñó (Burgos), Alfons I., 1104 König von Aragón und Navarra, † 7. September 1134 in Almuniente, die Ehe wurde 1114 annulliert, und in dritter (geheimer) Ehe Pedro González Conde de Lara, † 1130 in Bayonne (Haus Lara) – Nachkommen: die Könige von Kastilien und León, siehe unten
      6. Hugo (Hugues), † 13. November 1101, 1086 Erzbischof von Besançon
      7. Guido (Guy), 1088 bezeugt, † 13. November 1124, 1088 Erzbischof von Vienne, 1107/09 Administrator von Besançon, 1119 Papst Calixt II.
      8. Stephanie (Étiennette), 1108 bezeugt; ⚭ Lambert François Prince de Royans, Seigneur de Peyriers, † nach 1119
      9. Sibylle, * um 1065, † nach 1103, als Witwe geistliche in der Abtei Fontevrault; ⚭ Eudes I. Borel, 1079 Herzog von Burgund, † 23. März 1103 (Älteres Haus Burgund)
      10. Ermentrude, † nach 8. März 1105, Erbin von Mömpelgard (Montbéliard); ⚭ um 1065 Dietrich I., 1093 Graf von Bar, † 2. Februar 1102/1105 (Haus Scarponnois)
      11. Gisela, † nach 1133; ⚭ I um 1090 Humbert II., 1080 Graf von Maurienne, 1094 Markgraf von Turin, † 19. Oktober 1103 (Haus Savoyen); ⚭ II Rainer, Markgraf von Montferrat, † 1135/37 (Aleramiden)
      12. Klementia (Clémence), † um 1133; ⚭ I vor 1092 Robert II., 1093 Graf von Flandern, † 5. Oktober 1111 (Haus Flandern); ⚭ II um 1125 Gottfried VI., 1106 Herzog von Niederlothringen, † 25. Januar 1139 (Reginare)
      13. Bertha, † 19. Mai 1097/98; ⚭ 1093 vor 25. November Alfons VI., 1072 König von Kastilien, † 30. Juni 1109 (Haus Jiménez)

    2. Guido (Guy), † nach 1069
    3. Hugo (Hugues), † nach 1045

  5. (I) Agnes, * um 995, † 10. November 1068 als Nonne; ⚭ I 1019 Wilhelm III. (V.), Graf von Poitou, Herzog von Aquitanien, † 31. Januar 1030 (Ramnulfiden); ⚭ II 1. Januar 1032, geschieden 1049/1052, Gottfried II. (Geoffroy II.) Martel, Graf von Anjou, † 9. September 1067 (Erstes Haus Anjou)
  6. ? Benno, Archidiakon in Langres

## Die Könige von Kastilien und León 1126–1230/1246
1. Raimund (Raimond), † 24. Mai 1007 in Grajal de Campos, Graf von Amerous, 1093 Graf von Galicien und Coimbra; ⚭ 1087 in Toledo Urraca, * nach 1081, † 8. März 1126 in Saldana, Königin von Kastilien und León, Erbtochter von König Alfons VI. (Haus Jiménez), heiratete in zweiter Ehe September 1109 auf Schloss Munó (Burgos), Alfons I., 1104 König von Aragón und Navarra (Haus Jiménez), † 7. September 1134 in Almuniente, die Ehe wurde 1114 annulliert, und in dritter (geheimer) Ehe Pedro González Conde de Lara, † 1130 in Bayonne (Haus Lara) – Vorfahren siehe oben
  1. Sancha, * nach 1102, † nach 28. Februar 1159, Infantin von Kastilien und León, Titularkönigin von Kastilien und León
  2. Alfons VII. genannt „der Kaiser“, * 1. März 1105, † 21. August 1157 in La Fresneda, 1126 König von Kastilien und Léon; 
⚭ I 1128 in Saldana Berenguela von Barcelona, † Februar 1149 in Palencia, Tochter von Raimund Berengar III., Graf von Barcelona (Haus Barcelona); 
⚭ II Oktober/Dezember 1152 Richeza, * 1130/40, † 16. Juni um 1185, Tochter von Wladyslaw II., Fürst von Krakau und Schlesien (Piasten), sie heiratete in zweiter Ehe nach 1162 Raimund Berengar V., 1144 Graf von Provence und Mauguion, Vizegraf von Rodez, Gevaudan und Carladet, † 1166 (Haus Barcelona), und in dritter Ehe nach 1166 Albrecht Graf von Everstein, 1162/97 bezeugt (Everstein (Adelsgeschlecht))
    1. (I) Sancho III. genannt el Deseado (etwa: ‚der Ersehnte‘), * 1134, † 31. August 1158 in Toledo, 1157 König von Kastilien; ⚭ 30. Januar 1151 in Calahorra Blanka, Infantin von Navarra, † 12. August 1156, Tochter von García IV., König von Navarra (Haus Jiménez)
      1. Alfons VIII. genannt el noble, * 11. November 1155 in Soria, † 6. Oktober 1214 in Gutierre-Muñoz, 1158 König von Kastilien; ⚭ September 1177 in Burgos Eleonore Plantagenet, * 13. Oktober 1162, † 25. Oktober 1214 in Las Huelgas, Tochter von Heinrich II., König von England (Plantagenet)
        1. Berenguela, * Januar/Juni 1180, † 8. November 1246 in Las Huelgas, 1217 Königin von Kastilien, dann Infantin von Kastilien; ⚭ Januar/Juni 1188, Ehe annulliert, Konrad II., Herzog von Schwaben, † 15. August 1196 (Staufer); ⚭ II Dezember 1197 in Valladolid, annulliert 1204, Alfons IX., 1188 König von León, † 24. September 1230 (siehe unten)
        2. Sancho, * 5. April 1181 in Burgos, † 14./30. Juli 1181
        3. Sancha, * 20./28. März 1182, † nach 3. Februar 1184
        4. Urraca, * 1186, † 2. (oder 3.) November 1220 in Lissabon; ⚭ 1206 Alfons II., 1212 König von Portugal (Hause Burgund), † 25. März 1223
        5. Blanca (Blanche), * 1188 vor dem 4. März in Palencia, † 27. November 1252 in Paris, 1226/36 und 1248/52 Regentin von Frankreich; ⚭ 23. Mai 1200 bei Pont-Audemer Ludwig VIII., 1223 König von Frankreich, † 8. November 1226 (Kapetinger)
        6. Ferdinand (Fernando), * 29. September 1189, † 14. Oktober 1211 in Madrid
        7. Mafalda, * nach 1191, † 1204 in Salamanca
        8. Eleonore (Leonor), * 1202, † 1244 in Burgos, ⚭ 6. Februar 1221 in Ágreda, 1229 annulliert, Jakob I., König von Aragón, Graf von Barcelona, † 27. Juli 1276 (Haus Barcelona)
        9. Konstanze (Constanza), *nach 1203, † 1243 in Las Huelgas, Äbtissin daselbst
        10. Heinrich (Enrique) I., * 14. April 1204, † 6. Juni 1217 in Palencia, 1214/17 König von Kastilien; ⚭ 1215 vor 29. August Mafalda Infantin von Portugal, † 1. Mai 1257 als Nonne in Arruca bei Lissabon, Tochter von Sancho I. König von Portugal (Hause Burgund)

    2. (I) Raimund, * vor 12. April 1136, † klein
    3. (I) Ferdinand (Fernando) II., * 1137, † 22. Januar 1188 in Benavente, 1157 König von León; ⚭ I Mai/Juni 1165, annulliert Juni 1175, Urraca Infantin von Portugal, † 16. Oktober 1188 in Valladolid, Tochter von König Alfons I. von Portugal und Mathilde von Savoyen; ⚭ II vor 7. Oktober 1178 Teresa Fernández de Trava, † 6. Februar 1180 in León, Tochter von Conde Fernando Pérez de Trava, Señor de Trastamara, und Teresa Infantin von Portugal; ⚭ III Mai 1187 Urraca López de Haro, † nach 1226 im Kloster Villena, Tochter von Conde Lope Díaz de Haro, Señor soberano de Vizcaya, sie heiratete in zweiter Ehe Nuno Menendez
      1. (I) Alfons IX., * 15. August 1171 in Zamora, † 24. September 1230 in Villanueva de Sarria, 1188 König von León; ⚭ I 15. Februar 1191 in Guimarães, 1198 annulliert, Teresa Infantin von Portugal, * um 1176, † 17. (oder 18.) Juni 1250 in Lorvano, 1200 Nonne in Lorvano, 23. Dezember 1705 seliggesprochen, Tochter von Sancho I., König von Portugal; ⚭ II Dezember 1197 in Valladolid, annulliert 1204, Berenguela von Kastilien, * Januar/Juni 1180, † 8. November 1246 in Las Huelgas, 1217 Königin von Kastilien, Tochter von König Alfons VIII. (siehe oben), geschieden von Konrad II., Herzog von Schwaben, † 15. August 1196 (Staufer) – Nachkommen siehe unten
      2. (II) Fernando, * nach 1179, † 1187
      3. (III) García Fernández, * vorehelich 1181/83, † 1184
      4. (III) Sancho, * 1188, † Juli/August 1220, Señor de Monteagudo y Aguilar, Alférez Mayor von León; ⚭ nach 1210 Teresa Díaz de Haro, Tochter von Diego López, Señor soberano de Vizcaya
        1. Diego Sanchez, † 1260, Señor de Fines, Alba de Tormes y Salvatierra
          1. Juan Díaz de Fines
          2. Diego Díaz de Fines, † 1296, Señor de Fines, Alba de Tormes, Salvatierra y Veguillas; ⚭ nach 1270 Juana Ruiz de Haro, Tochter von Ruy López de Haro, Señor de La Guardia, und Sancha Jofre Tenorio (Provinz Pontevedra)
            1. Juana Díaz de Fines, Señora de Fines, Alba de Tormes, Salvatierra y Veguillas; ⚭ Rodrigo Iniguez de Biodma, Señor de Otalenca, Alcalde de los Alcázares de Jaén

          3. Maria Díaz de Fines, ⚭ Gome Enríquez, Señor de Probaes, Ricohombre von Kastilien

        2. Lope Sanchez, Señor de Valenguela
        3. Maria Sanchez de Fines; ⚭ Pedro Fernández de Castro, Ricohombre von Kastilien, † 1214

    4. (I) Sancha, † 5. August 1177; ⚭ 20. Juli 1153 in Carrión Sancho VI., 1150 König von Navarra, † 27. Juni 1194 in Pamplona (Haus Jiménez)
    5. (I) Konstanze (Constanza), * nach 1140, † 4. Oktober 1160; ⚭ vor 18. November 1153 Ludwig VII., 1137 König von Frankreich, † 18. September 1180 in Paris (Kapetinger)
    6. (I) Garcia, * vor März 1142, † vor November 1146
    7. (I) Alfonso, * nach 1144/46, † vor Januar 1149
    8. (II) Fernando, * 1153/54, † nach 1155
    9. (II) Sancha, * 1155/57, † 9. November 1208 im Kloster Sijena; ⚭ 18. Januar 1174 in Saragossa Alfons II., König von Aragón und Graf von Barcelona, † 25. April 1196 (Haus Barcelona).
    10. (unehelich, Mutter: Gontroda Pérez, † 29. Juni 1186, Tochter von Conde Pedro Díaz und Maria Ordonez) Urraca Alfonso, * nach 1126, † 12. Oktober 1189 in Palencia; ⚭ 24. Juni 1144 in León García IV., 1134 König von Navarra, † 21. November 1150 in Lorca de Navarra (Haus Jiménez)
    11. (unehelich, Mutter: Sancha Fernández, Tochter von Fernando Fernández de Castro, Señor de Castro und Maria Alvarez) Estefania Alfonso, * nach 1150, † ermordet 1. Juli 1180; ⚭ 1162/64 Fernán Ruiz de Castro, genannt el castellano, Señor de la casa de Castro, † 1185

## Die Könige von Kastilien und León 1230/46–1312
1. Alfons IX., * 15. August 1171 in Zamora, † 24. September 1230 in Villanueva de Sarria, 1188 König von León; ⚭ I 15. Februar 1191 in Guimarães, 1198 annulliert, Teresa Infantin von Portugal, * um 1176, † 17. (oder 18.) Juni 1250 in Lorvano, 1200 Nonne in Lorvano, 23. Dezember 1705 seliggesprochen, Tochter von Sancho I., König von Portugal; ⚭ II Dezember 1197 in Valladolid, annulliert 1204, Berenguela von Kastilien, * Januar/Juni 1180, † 8. November 1246 in Las Huelgas, 1217 Königin von Kastilien, Tochter von König Alfons VIII. (siehe oben), geschieden von Konrad II., Herzog von Schwaben, † 15. August 1196 (Staufer) – Vorfahren siehe oben
  1. (I) Fernando, * nach 1192, † August 1214
  2. (I) Sancha, * nach 1193; † vor 1243 im Kloster Villabuena
  3. (I) Dulce,* 1194, † nach 1243 im Kloster Villabuena
  4. (II) Berenguela, * 1198/99; ⚭ 1224 in Toledo Johann von Brienne, König von Jerusalem, Lateinischer Kaiser von Konstantinopel, † 1237 (Haus Brienne)
  5. (II) Constanza, * 1. Mai 1200, † 7. September 1242 in Las Huelgas
  6. (II) Ferdinand (Fernando) III., genannt el Santo, * 5./19. August 1201, † 30. Mai 1252 in Sevilla, 1217/52 König von Kastilien, 1230/52 König von León, 1236 König von Córdoba, 1246 König von Jaén, 1248 König von Sevilla; ⚭ I 30. November 1219 Elisabeth von Schwaben, † 5. November 1235 in Toro, Tochter von Philipp von Schwaben, Herzog von Schwaben, Römisch-deutscher König (Staufer); ⚭ II 1237 in Burgos Jeanne de Dammartin, Comtesse de Ponthieu, † 15. März 1279 in Abbeville, Tochter von Simon von Dammartin, Graf von Aumale (Haus Mello), und Marie, Comtesse de Ponthieu, sie heiratete in zweiter Ehe zwischen Mai 1260 und 9. Februar 1261 Jean de Nesle, Seigneur de Falvy et de La Henelle, † 2. Februar 1292
    1. (I) Alfons X. genannt el Sabio, * 23. November 1221 in Toledo, † 4. April 1284 in Sevilla, 1252 König von Kastilien und León, 1257/75 Römisch-deutscher König, dankt ab; ⚭ 26. November 1248 in Valladolid Violante Infantin von Aragón, † 1301 in Roncesvalles, Tochter von König Jakob I. (Haus Barcelona)
      1. (unehelich, Mutter: Mayor Guillén de Guzmán (1205–1262)) Beatriz, * 1242, † 27. Oktober 1303; ⚭ 1253 Alfons III., 1248 König von Portugal, † 16. Februar 1279
      2. Berenguela, * vor 6. Dezember 1253 in Sevilla, † 1300 in Guadalajara, Nonne in Las Huelgas
      3. Beatriz, * Dezember 1254, † nach 1280; ⚭ 1271 Wilhelm IX. (VII.), 1255/90 Markgraf von Montferrat, † 1292 (Aleramiden)
      4. Fernando genannt el de la Cerda, * nach Dezember 1255, † August 1275 in Ciudad Real, Erbinfant von Kastilien; ⚭ 30. November 1268 in Burgos Blanche von Frankreich, * 1253 in Jaffa, † 17. Juni 1320/7. Juni 1322 in Paris, Tochter von Ludwig IX., König von Frankreich (Kapetinger) – Nachkommen: die de la Cerda, siehe unten
      5. Sancho IV. genannt el Bravo, * 12. Mai 1258, † 25. April 1295 in Toledo, 1284 König von Kastilien und León; ⚭ Juli 1281 in Toledo Maria Alfonso de Molina, 1205/1301 und 1312/1321 Regentin von Kastilien, Señora de Molina y Mesa, † 1. Juli 1321 in Valladolid, Erbtochter von Alfonso Infant von Kastilien, Señor de Molina y Mesa (siehe unten)
        1. Isabel, * 1283 in Toro, † 24. Juli 1328, Señora de Guadalajara 1312/14, Vicomte de Limoges 1317/28; ⚭ I 1. Dezember 1291 in Soria, annulliert August 1295, Jakob II., 1291 König von Aragón und Sizilien, † 5. November 1327 (Haus Barcelona); ⚭ II 1310 in Burgos (Dispens 21. Juni) Johann III., 1312 Herzog von Bretagne, † 30. April 1341 (Haus Frankreich-Dreux)
        2. Ferdinand IV. genannt el Ajurno (‚der Vertagte‘), * 6. Dezember 1285 in Sevilla, † 7. September 1312 in Jaén, 1295 König von Kastilien und León; ⚭ Januar 1302 in Valladolid Constança Infantin von Portugal, * 3. Januar 1290, † 23. November 1313 in Sahagún, Tochter von Dionysius, König von Portugal – Nachkommen siehe unten
        3. Alfonso, * Januar 1286 in Valladolid, † August 1291 daselbst
        4. Enrique, * 1288 in Vitoria, † 1299
        5. Pedro, * 1290 in Valladolid, X 25. Juni 1319 in der Vega de Granada, 1314/19 Regent von Kastilien, Señor de Los Cameros, Almazán, Berlanga, Monteagudo y Cifuentes; ⚭ Dezember 1311 in Calatayud Maria Infantin von Aragón, Tochter von Jakob II., König von Aragón (Haus Barcelona)
          1. Blanca von Kastilien, * nach 1315, † 1375 in Las Huelgas, 1331/75 Äbtissin von Las Huelgas; ⚭ September 1325 in Alfayete, annulliert 1330, Peter I., 1357 König von Portugal, † 18. Januar 1367 in Estremos

        6. Felipe, * 1292 in Sevilla, † Juni 1327 in Madrid, 1319/25 Regent von Kastilien, Señor de Cabrera y Ribera; ⚭ vor November 1315 Margarita de la Cerda, † 1330, Tochter von Alfonso Infant de la Cerda (siehe unten)
        7. Beatriz, * 1293 in Toro, † 25. Oktober 1359 in Lissabon, als Witwe geistlich im Kloster Santa Clara in Coimbra; ⚭ 12. September 1309 in Lissabon Alfons IV. der Kühne, 1325 König von Portugal, † 28. Mai 1357

      6. Pedro, * Juni 1261, † 20. Oktober 1283 in Ledesma (Salamanca), Señor de Ledesma, Alba de Tormes, Salvatierra, Galisteo y Miranda del Castañar; ⚭ 1281 in Burgos Marguerite de Narbonne, Tochter von Aimeric VI. Vicomte de Narbonne (Haus Manrique de Lara), und Sibylle de Foix (Haus Comminges)
        1. Sancho von Kastilien, genannt el de la Paz, * 1283, † 1312, Señor de Ledesma, Alba de Tormes, Salvatierra, Galisteo y Miranda del Castañar

      7. Juan, * vor April 1264, X 25. Juni 1319 in der Vega de Granada, Infant von Kastilien, Señor de Valencia de Campos, Oropesa, Baena, Ponferrada, Villafranca de Valcarcel, Bembibre, Castroverde, Valderas, Dueñas (Palencia) y Luque, 1276/84 und 1309/17 Alférez Mayor von Kastilien; ⚭ I 1281 in Burgos Margareta von Montferrat, † nach 1286, Tochter von Markgraf Wilhelm VII. (Aleramiden) und Isabelle de Clare; ⚭ II vor 11. Mai 1287 Maria Díaz de Haro, Señora de Vizcaya, † 3. November 1342 im Kloster Perales, Tochter von Lope Díaz de Haro, Señor de Vizcaya – Nachkommen siehe unten: Linie Valenca
      8. Jaime, * vor 11. August 1268, † 9. August 1284, Señor de Los Cameros
      9. Violante, * nach 1270, † vor 1308; ⚭ Diego López de Haro, Soberano de Vizcaya, † 1310 in Algeciras
      10. Isabel, * nach 1272, † klein
      11. Leonor, * nach 1274, † klein

    2. (I) Fadrique, * vor 6. Juni 1224, † hingerichtet 1277; ⚭ um 1274 Katharina, * 1248, † vor 1294, Tochter von Nikephoros I. Dukas Komnenos, Despot von Epirus (Angelos)
      1. Beatriz Fadrique, * nach 1241; ⚭ I Tello Alfonso de Meneses (Palencia), Señor de Montealegre, San Román de Hornija (Valladolid) y Tiedra, Ricohombre von Kastilien; ⚭ II Simon Ruiz, Señor de Los Cameros, † hingerichtet 1277

    3. (I) Fernando, * vor 15. Januar 1227 in Cuenca, † nach 1243
    4. (I) Enrique, genannt el Senador, * nach 1230, † 8. August 1304 in Roa, Señor de Écija, Medellín, Alamazán, Dueñas, Atienza (Guadalajara), Berlonga, Calatanazor y San Esteban de Gormaz; ⚭ 1300 Juana Núñez de Lara, genannt La Palomilla (‚Täubchen‘), † 1351 in Palencia, Tochter von Juan Núñez de Lara, Señor de Lara (Haus Lara), und Teresa Alvárez de Azagra
    5. (I) Felipe, * nach 1231, † 28. November vor 1274, Señor de Valdecorneja, Piedrahíta y Valdepanocha, Erzbischof von Sevilla; ⚭ I 31. März 1258 Christine von Norwegen, * 1234, † 1262 in Sevilla, Tochter von Håkon Håkonsson den Gamle; ⚭ II vor 1269 Leonor Ruiz de Castro, † nach 27. April 1275 in Santaolalla, Tochter von Alvar Ruiz Fernández de Castro, Señor de Cigales, und Leonor González de Lara (Haus Lara)
      1. (unehelich, legitimiert) Alfonso Fernandez, † vor 1284
      2. (unehelich, legitimiert) Fernando Alfonso, † nach 1284

    6. (I) Leonor, * nach 1232, † klein
    7. (I) Berenguela, * nach 1233, † 1279 in Las Huelgas, Nonne daselbst
    8. (I) Sancho, * 1233, † 27. Oktober 1261, 1259 Erzbischof von Sevilla und Toledo
    9. (I) Manuel, * 1234 in Carrión, † Dezember 1283 in Peñafiel, Señor de Escalona, Peñafiel y Villena, 1258/75 Alférez Mayor von Kastilien, Adelantado Mayor del Reino de Murcia; ⚭ I 1260 in Soria Constanza Infantin von Aragón, † vor 1269, Tochter von Jakob I., König von Aragón (Haus Barcelona); ⚭ um 1274 Beatrix von Savoyen, † 23. Februar 1292, Tochter von Amadeus IV., Graf von Savoyen (Haus Savoyen), Witwe von Pierre de Chalon, genannt le Bouvier (siehe oben) – Nachkommen siehe unten
    10. (I) Maria, * und † vor 5. November 1235
    11. (II) Fernando, * nach 1239, † vor 1269 in Frankreich, Infant von Kastilien, Graf von Aumale, Baron de Montgommery et de Noyelles-sur-Mer; ⚭ nach 1259 Laure de Montfort, Dame d’Espernon, † kurz vor August 1270, Tochter von Amaury VII., Graf von Montfort, Connétable von Frankreich (Haus Montfort-l’Amaury), und Beatrix von Viennois, sie heiratete in zweiter Ehe vor Dezember 1267 Henri de Grandpré, Seigneur de Livry 1265/82, † vor 1287
      1. Jean I. de Ponthieu, * nach 1264, X 11. Juli 1302 in der Sporenschlacht, Comte d’Aumale, Baron de Montgomery et de Noyelles-sur-Mer, Seigneur d’Espernon; ⚭ Ide de Meullent, † 16. Januar 1324, Tochter von Amaury Baron de la Queue-en-Brie, de Noyon-sur-Andelle et de Roissy-en-Brie, und Marguerite Baronesse du Neubourg
        1. Laure de Ponthieu; ⚭ Guy de Mauvoisin[5], † nach 1303
        2. Jean II. de Ponthieu, † 16. Januar 1340, Comte d’Aumale, Baron de Montgomery et de Noyelles-sur-Mer, Seigneur d’Espernon, ⚭ (Ehevertrag vor September 1320) Catherine d’Artois, † November 1368 in der Normandie, Tochter von Robert III. d’Artois, Graf von Beaumont-le-Roger (Haus Frankreich-Artois)
          1. Blanche de Ponthieu, † 12. April (oder Mai) 1387, Comtesse d’Aumale, Dame de Montgomery, de Mesle-sur-Sarthe, de Gouffer, de Vigues, d’Aubigny, de Noyelles-sur-Mer, d’Hiermont, de Noyelette, de Pontailler etc.; 1340/41 Jean V. d’Harcourt, 2. Comte d’Harcourt, Vicomte de Châtellerault, Seigneur d’Elbeuf etc. † geköpft 5. April 1355 in Rouen
          2. Jeanne de Ponthieu, † 30. Mai 1376, Dame d’Espernon, ⚭ Jean, Comte de Vendôme (Haus Montoire)

    12. (II) Leonor, * um 1241, † 28. November 1290 in Herdeby (Lincolnshire), Comtesse de Ponthieu; ⚭ 18. Oktober 1254 in Burgos Eduard I., 1274 König von England, † 7. Juli 1307 (Plantagenet)
    13. (II) Luis, * vor 1243, † nach 1269, Señor de Marchena y Zumeros; ⚭ Juana Gómez de Manzanedo, Señora de Gatón, Tochter von Gome Ruiz de Manzanedo, Señor de Valdelaguna, und Maria
      1. Luis von Kastilien, * vor 1269, † vor 1279, Señor de Marchena, Briviesca, Astudilla y Gatón
      2. Berenguela von Kastilien, † vor 1279

  7. (II) Leonor, * 1202, † 12. November 1210 in León
  8. (II) Alfons, * 1203/04, † 6. Januar 1272 in Salamanca, Infant von Kastilien, Señor de Molina y Mesa; ⚭ I 1222 Mafalda González de Lara, Señora de Molina y Mesa, † vor 1242, Tochter von Gonzalo Pérez Manrique, Señor de Medina y Mesa (Haus Manrique de Lara), und Sancha Gómez de Trastamara (Haus Lara); ⚭ II nach September 1244 Teresa González de Lara, † nach 1246, Tochter von Conde Gonzalo Núñez de Lara (Haus Lara) und Maria Díaz de Haro; ⚭ III nach 1246 Mayor Alfonso de Meneses, Señora de Montealegre y Tiedra, Tochter von Alfonso Téllez de Meneses, Señor de Montealegre, Tiedra, Alba de Liste, Cea (León) y Grajal de Campos, und Maria Agnes de Lima
    1. (I) Bianca Alfonso de Molina, † Mai 1293 in Molina, Señora de Molina y Mesa; ⚭ Alfonso Nino, Bastard von Kastilien, † 1281
    2. (I) Fernando Alfonso, † vor 1272
    3. (II) Juana Alfonso de Molina, * nach 1245, † nach 1280; ⚭ 1269 Lope Díaz de Haro, Soberano de Vizcaya, † 1288
    4. (III) Alfonso Tellez de Meneses, † 1314, Señor de Meneses, Grajal de Campos y Albe de Liste, 1288/95 Alférez Mayor von Kastilien, ⚭ Teresa Pérez de Asturias, Tochter von Pedro Alvárez de Asturias und Sancha Rodriguez de Lara (Haus Lara)
      1. Tello Alfonso de Meneses, † 1315 in Tardejas, Señor de Meneses, Montealegre, Tiedra, Grajal de Campos y Alba de Liste; ⚭ Maria von Portugal, Tochter von Infant Affonso, Señor de Portoalegre etc., heiratete in zweiter Ehe 1315 Fernando Díaz de Haro, Señor de Orduña
        1. Alfonso Tellez de Meneses, † nach 1318, Señor de Meneses, Montealegre, Tiedra, Grajal de Campos y Alba de Liste
        2. Isabel Tellez de Meneses, † nach 1354, Señora de Meneses, Montealegre, Tiedra, Grajal de Campos y Alba de Liste; ⚭ Juan Alfonso de Alburquerque, Bastard von Portugal, 1333/36 Alférez Mayor von Kastilien, † 1354

    5. (III) Maria de Molina, * nach 1260, † 1. Juli 1321, Señora de Molina y Mesa, 1295/1301 und 1312/21 Regentin von Kastilien; ⚭ Juli/August 1281 in Toledo Sancho IV., König von Kastilien, † 25. April 1295 in Toledo (siehe oben)
    6. (unehelich, Mutter: Teresa Pérez de Braganza, Tochter von Pedro Fernández, Señor de Braganza, und Frolie Sanchez Barbosa) Leonor Alfonso; ⚭ Alfonso Garcia de Villamayor, Señor de Celada
    7. (unehelich, Mutter: Teresa Pérez de Braganza, siehe oben) Berenguela Alfonso. † 17. Juli 1272 in Narbonne; ⚭ Gonzalo Ramírez de Froilaz
    8. (unehelich, Mutter: Teresa Pérez de Braganza, siehe oben) Juan Alfonso
    9. (unehelich, Mutter: Teresa Pérez de Braganza, siehe oben) Urraca Alfonso; ⚭ Garci Gómez Carrillo

## Die Könige von Kastilien und León 1312–1379
1. Ferdinand IV. genannt el Ajurno (‚der Vertagte‘), * 6. Dezember 1285 in Sevilla, † 7. September 1312 in Jaén, 1295 König von Kastilien und León; ⚭ Januar 1302 in Valladolid Constança Infantin von Portugal, * 3. Januar 1290, † 23. November 1313 in Sahagún, Tochter von Dionysius, König von Portugal – Vorfahren siehe oben
  1. Leonor, * 1307, † ermordet 1359 auf Burg Castroheriz; ⚭ I 18. Oktober 1319 Jaime Infant von Aragón, † 1334, Ehe nicht vollzogen; ⚭ II 5. Februar 1329 Tarragona Alfons IV., König von Aragón, † 24. Januar 1336, Bruder Jaimes (beide Haus Barcelona)
  2. Constanza, * nach 1308, † nach 1310
  3. Alfons XI. genannt el Justo (der Gerechte), * 13. August 1311 in Salamanca, † 26. März 1350 in Gibraltar an der Pest, 1312 König von Kastilien und León; ⚭ I 28. März 1325 in Valladolid, annulliert 1327, Constanza Manuel von Kastilien, † 13. November 1345 in Santarém, Tochter von Don Juan Manuel von Kastilien, Señor de Villena y Escalona (siehe oben); ⚭ II September 1328 in Alfayete Maria Infantin von Portugal, † vergiftet 13. Januar 1357 in Évora, Tochter von Alfons IV., König von Portugal
    1. (II) Fernando, * 1332 in Valladolid, † zwischen 8. Februar und 22. September 1333
    2. (II) Peter (Pedro) I., genannt el Cruel (‚der Grausame‘), * 30. August 1334 in Burgos, † ermordet 22. März 1360 in Montiel, 1350 König von Kastilien und León; ⚭ I 3. Juni 1353 in Valladolid Blanche de Bourbon, * Ende 1339, † vergiftet 1361 in Medina Sidonia, Tochter von Pierre de Clermont, 2. Herzog von Bourbon (Bourbonen); ⚭ II (heimlich) 1353 María de Padilla, † Juli 1361 in Sevilla, Tochter von Juan García de Padilla (Burgos), Señor de Villagera, und Maria Fernández de Henestrosa; ⚭ III April 1354 in Cuéllar (Segovia) Juana de Castro, † 21. August 1374 in Galicien, Tochter von Pedro Fernández de Castro, genannt el de la guerra, Señor de Lemos, und Isabel Ponce de León
      1. (II) Beatriz, * 1354 in Córdoba, † 1369 in Tordesillas, Nonne zu Santa Clara in Tordesillas
      2. (II) Constanza, * 1354 in Castrojeriz, † 24. März 1394 in Leicester; ⚭ September 1371 in Roquefort John of Gaunt, Prinz von England, 1342 Earl of Richmond, 1362 Duke of Lancaster, Titularkönig von Kastilien und León, † 3. Februar 1399 in Lancaster (Plantagenet)
      3. (II) Isabella von Kastilien, Duchess of York, * 1355 in Morales (Spanien), † 23. November 1393; ⚭ um 1. März 1372 in Hertford Edmund of Langley, Prinz von England, 1362 Earl of Cambridge, 1385 Duke of York, † 1. August 1402 in Kings Langley (Plantagenet)
      4. (II) Alfonso, * 1350 in Tordesillas, † 19. Oktober 1362
      5. (III) Juan von Kastilien, * Januar 1355, † 1405; ⚭ Elvira de Eril, Tochter von Beltrán de Eril und Magdalena de Falcés
        1. Pedro von Kastilien, † 28. April 1461, Bischof von Osma und Palencia
        2. Constanza von Kastilien, † 1478, Nonne zu Santo Domingo el Real de Toledo

    3. (unehelich, Mutter: Leonor de Guzmán, Señora de Medina Sidonia etc., * 1310, † ermordet 1351 in Talavera de la Reine, Tochter von Pedro Núñez de Guzmán und Beatriz Ponce de León, Witwe von Juan Sanchez de Velasco,[6] † vor 1327) Pedro Alfonso, * 1330 in Valladolid, † 1338 in Guadalajara, Señor de Aguilar, Liebana y Pernía, 1337/38 Großkanzler von Kastilien
      1. Alonso Enriquez y Angulo de Córdoba, * 1354, † 1429, Admiral von Kastilien, Señor de Medina de Rioseco,
        1. Fadrique Enríquez, † 1473, Conde de Melgar y Rueda, Admiral von Kastilien, ⚭ Mariana Díez de Córdoba y Ayala
          1. Juana Enríquez; ⚭ April 1444 Johann von Aragón, König von Navarra, 1458 König von Aragón etc., † 1479 (Haus Barcelona)

    4. (unehelich, Mutter: Leonor de Guzman, siehe oben) Sancho Alfonso, * 1331, † nach 1343, Señor de Ledesma, Béjar y Galisteo
    5. (unehelich, Mutter: Leonor de Guzman, siehe oben) Heinrich (Enrique) II., genannt el de las Mercedes, * Oktober/Dezember 1333 in Sevilla (Zwilling), † 30. Mai 1379 in Santo Domingo de la Calzada, Conde de Trastámara, Lemos y Sarria, 1369/79 König von Kastilien und León; ⚭ 28. Juli 1350 Juana Manuel von Kastilien, Señora de Lara y Vizcaya, † 27. März 1381 in Salamanca, Tochter von Juan Manuel von Kastilien, Señor de Villena, Escalona y Peñafiel – Nachkommen: das Haus Trastámara
    6. (unehelich, Mutter: Leonor de Guzman, siehe oben) Fadrique Alfonso, Señor de Haro, * Oktober/Dezember 1333 in Sevilla (Zwilling), † ermordet 29. Mai 1358 daselbst
    7. (unehelich, Mutter: Leonor de Guzman, siehe oben) Fernando Alfonso, * November 1336, † nach 1342, Señor de Ledesma, Béjar, Galisteo y Montemayor (Córdoba)
    8. (unehelich, Mutter: Leonor de Guzman, siehe oben) Tello Alfonso, * 1337, † 15. Oktober 1370 in Cuenca de Campos, Señor de Aguilar, Monteagudo, Palencuela, Aranda de Duero, Fuentiduena, Miranda del Castañar, Villalba y Portillo (Valladolid), Conde de Castañeda (Kantabrien), 1367/1370 Alférez Mayor von Kastilien; ⚭ August 1353 in Segovia Juana Núñez de Lara, Señora de Lara y Vizcaya, † ermordet 1360 in Sevilla, Tochter von Juan Núñez de Lara, Señor de Lara (siehe unten) – Nachkommen: die Enriquez de Cisneros, Señores de Camporredondo de Alba
    9. (unehelich, Mutter: Leonor de Guzman, siehe oben) Juan, * Juni 1341, † ermordet November/Dezember 1359 in Carmona
    10. (unehelich, Mutter: Leonor de Guzman, siehe oben) Sancho Alfonso, * 1342, † 19. Februar 1374 in Burgos, Conde de Alburquerque, Señor de Ledesma, Alba de Liste, Medellín, Tiedra y Montalbán (Teruel), 1367/67 und 1370/71 Alférez Mayor von Kastilien; ⚭ 1373 Beatriz (Brites) Infantin von Portugal, * um 1347, † 5. Juli 1381 in Ledesma, Tochter von Peter (Pedro) I., König von Portugal
      1. Fernando von Kastilien, * 1373, X 15. August 1385 bei Aljubarrota, Conde de Alburquerque, Señor de Ledesma etc.
      2. Leonor Urraca von Kastilien, * 1374, † 16. Dezember 1435 in Medina del Campo, 1385 Condesa de Alburquerque; ⚭ 1393 Ferdinand I., Infant von Kastilien, König von Aragón und Sizilien, Graf von Barcelona, † 2. April 1416 in Igualada (Haus Trastámara)
      3. (unehelich, Mutter unbekannt) Leonor de Castilla, * vor 1373, † in Toro; ⚭ I Diego Sanchez de Rojas, Señor de Monzón, † ermordet 1393; ⚭ II Fadrique, Bastard von Kastilien, 1379 Herzog von Benavente, † 1394 in Almodóvar del Río

    11. (unehelich, Mutter: Leonor de Guzman, siehe oben) Pedro Alfonso, * 1345, † ermordet November/Dezember 1359 in Cardona, Señor de Aguilar
    12. (unehelich, Mutter: Leonor de Guzman, siehe oben) Juana Alfonso; ⚭ I 1354 in Toro Fernando de Castro, Señor de Lemos, † 1375 in England; ⚭ II Tamarit de Litera; ⚭ III 1366 Felipe de Castro, Señor de Castro y Peralta, † ermordet 1371

## Die la Cerda
1. Fernando genannt el de la Cerda, * nach Dezember 1255, † August 1275 in Ciudad Real, Erbinfant von Kastilien; ⚭ 30. November 1268 in Burgos Blanche von Frankreich, * 1253 in Jaffa, † 17. Juni 1320/7. Juni 1322 in Paris, Tochter von Ludwig IX., König von Frankreich (Kapetinger) – Vorfahren siehe oben
  1. Alfonso de la Cerda, * nach 1270, † kurz nach 23. Dezember 1334 in Piedrahita, Infant von Kastilien, 1284/1304 Titularkönig von Kastilien, Señor de Alba, Béjar y Gibraleón; ⚭ nach 1294 Mafalda von Narbonne, Dame de Lunel, † nach 1348, Tochter von Aimery IV., Vicomte de Narbonne, und Sibylle de Foix.
    1. Luis de la Cerda, * nach 1296, † nach 30. Juni 1348, Prinz der Kanarischen Inseln, Graf von Clermont und Talmont, Señor de El Puerto de Santa Maria, Seigneur de Lamotte-du-Rhône, Admiral von Frankreich; ⚭ I 1306 Leonor de Guzmán, 1341 bezeugt, Tochter von Alfonso Pérez de Guzmán, Señor de Medina Sidonia, und Maria Coronel; ⚭ II 11. März 1346 Guyotte d’Uzès, † nach 1399, Tochter von Robert I., Vicomte d’Uzès, sie heiratete in zweiter Ehe am 5. April 1351 Aymar de Poitiers, Sire de Chalençon
      1. (I) Alfonso, † klein
      2. (I) Maria, † klein
      3. (I) Blanca, † klein
      4. (I) Luis, † vor 1351, Comte de Talmont, Señor de El Puerto de Santa Maria
      5. (I) Fernando, † vor 1341
      6. (I) Juan, * nach 1325, † hingerichtet 1357 in Sevilla, Señor de Huelva y El Puerta de Santa Maria; ⚭ 1351 Maria Coronel, Señora de Aguilar, † nach 1411, Tochter von Alfonso Fernández, Señor de Aguilar, und Elvira de Biedma
      7. (I) Isabel, * 1322, † vor 1383, Señora de El Puerto de Santa Maria; ⚭ I Rodrigo Alvárez de Asturias, Señor de Norona Girón y Trastamara, † 1334; ⚭ II nach 1334 Rodrigo Pérez Ponce de León, Señor de Puebla Cangas y Tineo, † vor 26. Mai 1354; ⚭ III 1368 Bernal de Foix, Bâtard de Béarn, 1. Conde de Medinaceli, † vor 1383

    2. Margarita de la Cerda, * nach 1300, † 1330; ⚭ vor November 1315 Felipe Infant von Kastilien, Señor de Cabrera y Ribera, † Juni 1327 in Madrid (siehe oben)
    3. Inés de la Cerda, * nach 1302, † kurz nach 24. Oktober 1362, Señora de Bembribre; ⚭ nach 1325 Fernando Rodriguez de Villalobos (Zamora), Señor de Antillo, † vor 19. Mai 1354
    4. Juan Alfonso de la Cerda, * nach 1304, † vor 7. Juli 1347, Señor de Gibraleón, Huelva y Deza (Soria); ⚭ nach 1320 Marria Bastardin von Portugal, † vor 1340, uneheliche Tochter von Dionysius (Deniz), König von Portugal und Marina Gómez; ⚭ II 24. Mai 1340 in Gibraleón Maria Fernandez de Luna, † nach 1347, Tochter von Artal de Luna, Ricohombre von Aragón (Haus Luna), und Constanza de Segorbe, Witwe von Juan Alfonso de Haro, Señor de Cameros
      1. (I) Beatriz de la Cerda, † nach 1325

    5. Maria de la Cerda, * 1306, † vor 19. Mai 1354; ⚭ nach 1330 Alonso Meléndez de Guzmán, † 1342 in Gibraltar
    6. Alfonso de la Cerda, genannt Alphonse d’Espagne, * um 1310, † 1327 in Gentilly, Archidiakon in Paris, tritt zurück, Señor de Lunel, Gouverneur des Languedoc; ⚭ um 1325 Isabelle d’Antoing, Burggräfin von Gent, Dame de Zotteghem, d’Antoing et de Houdain, † 6. Dezember 1364, Tochter von Hugo V. und Marie Burggräfin von Gent, Witwe von Heinrich von Löwen (Haus Brabant), sie heiratete in dritter Ehe am 16/17. Juli 1327 Jean II. Vicomte de Melun, Graf von Tancarville, † 1359
      1. Charles (Carlos) d’Espagne, * nach 1326, † ermordet 6. Januar 1354 in L’Aigle, 1352 Graf von Angoulême, Seigneur de Coignac, de Lunel etc., Gouverneur von Picardie und Artois, Connétable von Frankreich; ⚭ 1351 Marguerite de Blois, † 1354, Tochter von Charles de Blois, Graf von Penthièvre, Titular-Herzog von Bretagne (Haus Châtillon)

  2. Fernando de la Cerda, * 1275, † kurz nach 1. Juni 1322, Infant von Kastilien, Señor de Lara; ⚭ Juana Núñez de Lara, genannt la Palomilla, Señora de Lara y Herrera (Spanien), * um 1285, † 1351 in Palencia, Erbtochter von Juan Núñez de Lara el Mayor, Señor de Lara, und Teresa Álvarez de Azagra, Witwe von Enrique Infant von Kastilien
    1. Blanca de la Cerda, * nach 1311, † 1347; ⚭ 1328 Juan Manuel von Kastilien, Señor de Villena y Escalona, † 1348 in Córdoba (siehe unten)
    2. Margarita de la Cerda, * 1312, † vor 1373, Nonne zu Caleruega
    3. Juan Núñez de Lara, *1313/14, † 28. November 1350 in Burgos, Señor de Lara y Vizcaya, Alférez Mayor von Kastilien; ⚭ 1331 Maria Díaz de Haro, Señora de Vizcaya, † 18. November 1351, Tochter von Juan von Kastilien, einem Sohn Alfons‘ X. (siehe unten)
      1. Juana Núñez de Lara, * nach 1335, † ermordet 1359, Señor de Lara y Vizcaya; ⚭ August 1353 in Segovia Tello Bastard von Kastilien, Señor de Aguilar y Castañeda, † 15. Oktober 1370 in Cuenca de Campos
      2. Lope Díaz de Haro, * nach 1336, † 1343
      3. Isabel Núñez de Lara, * 1340, † ermordet 1361 in Jerez, Señora de Lara y Vizcaya; ⚭ 1354 Juan Infant von Aragón, Señor de Elche, Biel y Bolsa, † ermordet 1358 in Bilbao
      4. Nuno Díaz de Haro, * 1348, † 20. Dezember 1352 in Bermeo, Señor de Lara y Vizcaya
      5. (unehelich, Mutter: Mayor de Leguizamón, Tochter von Juan, Señor de Leguizamón, und Elivira de Zamudio) Pedro de Lara, * nach 1348, † 1384 in Lissabon, Conde de Mayorga (Valladolid), Señor de Castroverde; ⚭ 1384 in Lissabon Beatriz de Castro, Tochter von Alvaro de Castro, Conde de Arroyolos, Connetable de Portugal, und Maria Ponce de León

    4. Maria de la Cerda, * nach 1315, † 13. März 1379, Dame de Lunel; ⚭ I April 1335 Charles d’Évreux, Comte d’Étampes, † 5. September 1336 (Haus Frankreich-Évreux); ⚭ II Dezember 1336, um den 13., Charles de Valois, Comte d’Alençon, X 26. August 1346 in der Schlacht von Crécy (Haus Valois-Alençon)

## Die Valencia (de Campos)
1. Juan, * vor April 1264, X 25. Juni 1319 in der Vega de Granada, Infant von Kastilien, Señor de Valencia de Campos, Oropesa, Baena, Ponferrada, Villafranca de Valcarcel, Bembibre, Castroverde, Valderas, Duenas y Luque, 1276/84 und 1309/17 Alférez Mayor von Kastilien; ⚭ I 1281 in Burgos Margareta von Montferrat, † nach 1286, Tochter von Markgraf Wilhelm VII. (Aleramiden) und Isabel de Clare; ⚭ II vor 11. Mai 1287 Maria Díaz de Haro, Señora de Vizcaya, † 3. November 1342 im Kloster Perales, Tochter von Lope Díaz de Haro, Señor de Vizcaya – Vorfahren siehe oben
  1. (I) Alfonso von Kastilien, * 1282/83, † 1315 in Morales, Señor de Valencia de Campos y Mansilla; ⚭ I 1303 in Palencia Teresa Núñez de Lara, † vor 1314, Tochter von Nuno, Señor de Lara, und Teresa de Azagra; ⚭ II nach 1314 Juana de Castro, Tochter von Fernán Ruiz de Castro, Señor de Lemos y Sarria, und Violante Sánchez von Kastilien
    1. (II) Fernando de Valencia, * 1316 (Zwilling), X 1384 Lissabon, Señor de Valencia de Campos, Oropesa, Mansilla, Baena, Ponferrada, Villafranca de Valcarcel, Bembibre, Castroverde, Valderas, Duenas, Luque etc.; ⚭ Marie von Portugal, uneheliche Tochter von Alfons IV. König von Portugal
      1. Juan de Valencia, † nach 1412, Señor de Valencia de Campos, Oropesa, Mansilla, Baena, Ponferrada, Villafranca de Valcarcel, Bembibre, Castroverde, Valderas, Duenas, Luque etc.; Marschall von Kastilien (Mariscal de Castilla); ⚭ I Beatriz de Acuña, Tochter von Martín de Acuña, 1. Conde de Valencia, und Teresa Téllez Girón; ⚭ II Maria Cabeza de Vaca, Tochter von Nuno, Señor de Arenillas, und Catalina de Torres
        1. (I) Diego de Valencia, † nach 1462, Señor de Valencia de Campos, Oropesa, Mansilla, Baena, Ponferrada, Villafranca de Valcarcel, Bembibre, Castroverde, Valderas, Duenas, Luque etc., Marschall von Kastilien; ⚭ Aldonsa de Brancamonte, Tochter von Rubín, Señor de Fuente el Sol
        2. Alfonso de Valencia, Señor de Valencia de Campos, Oropesa, Mansilla, Baena, Ponferrada, Villafranca de Valcarcel, Bembibre, Castroverde, Valderas, Duenas, Luque etc. Marschall von Kastilien, ⚭ Juana de Sotomayor, Tochter von Juan de Perros, Señor de Castronueve, und Juana de Sotomayor
          1. Antonia de Valencia, ⚭ Fadrique Manrique, Señor de Fuenteaguinaldo

        3. Juana de Valencia, † 2. Oktober 1522; ⚭ Pedro Hurtado de Mendoza (Álava), Adelantado de Cazerla
        4. Beatriz de Valencia, ⚭ Juan de Benavides (León), Señor de Jabalquinto
        5. Isabel de Valencia, ⚭ García de La Cuadra, Señor de Pina y Peñalba
        6. (I) Alfonso Téllez Girón, Señor de Piqueras; ⚭ NN
          1. Juan de Valencia, Señor de Piqueras; ⚭ Beatriz de Villegas (Burgos)

        7. (I) Fernando de Valencia
        8. (II) Gonzalo de Valencia
        9. (II) Inés de Valencia, ⚭ Enrique de Acuña y Portugal, Señor de Villalba
        10. (unehelich) Alonso de Valencia

      2. Alfonso de Valencia; ⚭ Mencia de Cárcame y Quesada, Tochter von Pedro, Señor de Garcíes, und Juana de Cárcame
      3. Fernando de Valencia, † im Kloster Montmarta, geistlich im Orden des Heiligen Hieronymus

    2. (II) Alonso de Valencia, * 1316 (Zwilling), 1355 Bischof von Zamora

  2. (II) Lope Díaz de Haro, * nach 1288, † vor 1295
  3. (II) María Díaz de Haro, *1292, † vor 1299 in Torrelobatón; ⚭ 1295 Juan Nuno de Lara, genannt el menor, Señor de Lara, † 1315
  4. (II) Juan von Kastilien, genannt el Tuerto, * nach 1293, † ermordet 2. Dezember 1326 in Toledo, 1319/26 Señor de Vizcaya, 1317/26 Alférez Mayor von Kastilien, ⚭ Isabel von Portugal, Señora de Pinella e Miranda del Castañar, * um 1292, † kurz vor 1367, Tochter von Alfons Infant von Portugal, Señor de Portoalegre etc.
    1. Maria Díaz de Haro, * nach 1320, † 1348/49, 1326 und 1348/49 Señora de Vizcaya; ⚭ 1331 Juan Núñez de Lara, Señor de Lara, Alférez Mayor von Kastilien, † 28. November 1350 in Burgos (siehe La Cerda)

## Die Manuel
1. Manuel, * 1234 in Carrión, † Dezember 1283 in Peñafiel, Señor de Escalona, Peñafiel y Villena, 1258/75 Alférez Mayor von Kastilien, Adelantado Mayor del Reino de Murcia; ⚭ I 1260 in Soria Constanza Infantin von Aragón, † vor 1269, Tochter von Jakob I., König von Aragón (Haus Barcelona); ⚭ um 1274 Beatrix von Savoyen, † 23. Februar 1292, Tochter von Amadeus IV., Graf von Savoyen (Haus Savoyen), Witwe von Pierre de Chalon, genannt le Bouvier (siehe oben) – Vorfahren siehe oben
  1. (I) Alfonso Manuel, * nach 1260, † 1276; ⚭ 1266 Guillemette de Béarn, † 1306, Tochter von Gaston VI., Vizegraf von Béarn, und Marta de Bigorre, Vicomtesse de Marsan
  2. (I) Violante Manuel, † 1314 in Lissabon, Señora de Elche y Medellín; ⚭ um 1287 Affonso, Infant von Portugal, † 2. November 1312, Señor de Portoalegre
  3. (II) Juan Manuel, genannt el Scritor, * 5. Mai 1282 in Escalona, † 1348 in Córdoba, Señor de Villena, Escalona, Peñafiel, Cartagena, Lorca y Elche, Adelantado Mayor del Reino de Murcia; ⚭ I 29. November 1299 in Perpignan Isabel Infantin von Mallorca, † nach 10. Oktober 1301 in Alicante, Tochter von Jakob II., König von Mallorca; ⚭ II 2. April 1312 in Játiva Constanza Infantin von Aragón, † 19. August 1327 auf Schloss Garci Munoz, Tochter von Jakob II., König von Mallorca; ⚭ III 1329 Blanca de la Cerda, † 1347, Tochter von Fernando Infant de la Cerda, (siehe oben)
    1. (II) Constança Manuel, * nach 1315, † 13. November 1345 in Santarém; ⚭ I 28. November 1325 in Valladolid, annulliert 1327, Alfons XI., König von Kastilien und León, † 26. März 1350 in Gibraltar (siehe oben); ⚭ II 24. August 1339 in Lissabon Peter I., 1357 König von Portugal, † 18. Januar 1367 in Estremos
    2. (II) Beatriz Manuel, * 1318/27, † klein
    3. (III) Fernando Manuel, * 1330/35, † nach 8. August 1350, Señor de Villena, Escalona, Peñafiel, Cartagena, Lorca y Elche, Adelantado Mayor del Reino de Murcia; ⚭ 24. Januar 1346 in Castellón de Ampurias Juana von Aragón, † 1395 in Toledo, Tochter von Infant Ramón Berenguer de Aragón, Conde de Ampurias y Pradés
      1. Blanca Manuel de Villena, * nach 1346, † 1361 in Sevilla, Señora de Villena, Escalona, Peñafiel, Cartagena, Lorca y Elche

    4. (III) Juana Manuel, * 1339, † 27. März 1381 in Salamanca, Señora de Villena, Escalona y Peñafiel, 1370 Señora de Lara y Vizcaya; ⚭ 27. Juli 1350 Heinrich (Enrique) II., Conde de Trastámara etc., 1369 König von Kastilien, † 30. Mai 1379 in Santo Domingo de la Calgada (siehe oben)

  4. (II) Sancho Manuel, * 1283, † nach 1320, Señor de Infantado y Carridelón, Ricohombre von Kastilien, Teniente de Adelantado del Reino de Murcia; ⚭ nach 1315 Maria de Castañeda, Tochter von Ruy Gonzalez de Castañeda, Señor de Ormazas, un Elvira Lasso de la Vega
    1. Juan Sanchez Manuel, * nach 1325, † 1390 in Alcarez, 1368 Conde de Carrión, 1369 Adelantado Mayor del Reino de Murcia; ⚭ nach 1350 Juana von Aragón-Ejérica, Tochter von Pedro von Aragón, Baron von Ejérica, und Buenaventura de Arborea
      1. Alfonso Manuel, † nach 1393, 2. Conde de Carrión
      2. Leonor Manuel, 3. Condesa de Carrión bis 1403; ⚭ Juan Fernández de Padilla
      3. Inés Manuel de Villena, ⚭ Garci Fernández de Villodre

    2. Fernando Manuel, † 1407, Bischof von Calahorra, Abt in Valladolid